# Arda (группа)
«А́рда» (или ARDA c 2010 года) — московская метал-группа.

## История

### 2002—2003
Группа основана вокалистом, композитором и автором текстов Павлом Окуневым после его ухода из группы «Эпидемия» в 2002 году в связи с желанием самостоятельно реализовывать свои музыкальные идеи. На этом этапе к Павлу присоединяется гитарист Дмитрий Процко, с которым Павел делает основной материал будущей команды, а также гитарист Игорь Пискарев, басист Ярослав Пастухов и барабанщик Владислав Алексеенко. Считается, что название «Арда» взято из книг английского писателя Джона Толкина, хотя Окунев заявляет, что Арда, это индоевропейское пра-слово, означающее «Земля».

### 2003—2008
В 2003 году на студии Рубена Казарьяна и при его непосредственной помощи (клавиши/гитара), группа подготовила демо, состоящее из четырёх песен, под названием «Нет никого», заглавная песня звучала в эфире радиостанции «Эхо Москвы» в программе «Хранитель снов». Возникший резонанс способствовал заключению контракта с ведущим на тот момент лейблом, специализирующимся на тяжелой музыке в России — CD-Maximum. В марте 2004 года «Арда» выпустила полноформатный дебютный альбом «О скитаниях вечных и о земле», озаглавленный по рассказу Рэя Брэдбери, и отправилась в тур «Ради звёзд, тур 2004—2005». Рубена Казаряна, игравшего на клавишах, сменил Александр Андрюхин. «Арда» стала «Открытием 2004 года в России» по версии ведущего издания о тяжелой музыке журнала «Dark City», получила премию «Metal Olympic» 2004 в номинации «Прорыв года».
В 2005 году «Арда» записала мини-альбом «Экзорцист», провела тур по российским городам в поддержку релиза и выступила на стадионе Лужники. Летом группа впервые выступила на фестивале «Эммаус» в Тверской области, ставшим альтернативой фестивалю «Нашествие», играла на крупном фестивале «Слава России», собравшем более 15000 человек.
В 2007 году вышел второй полноформатный альбом и третий по счёту релиз «Море исчезающих времён», название которого взято из рассказа Габриэля Гарсиа Маркеса. Группа провела больше года в студии «Чёрный Обелиск», в записи альбома отмечаются как музыканты «Обелиска», так и музыканты группы «Фактор страха» и других московских команд. В 2008 году группа посетила около двух десятков городов с новой концертной программой, выступила на крупнейших летних фестивалях, в том числе на «Нашествии-2008» и байк-фестивале «Мотоярославец-2008».

### С 2008
Процко стал гитаристом группы «Эпидемия»). Пришёл гитарист Александр Лежнёв, а на замену басисту Андрею Шморгуну, который перешёл в группу «Тараканы!»», пришёл Максим Мацюк. В мае 2009 года группа записала первый в своей дискографии интернет-сингл «В небо». В его записи принимал участие Shura, вместе с которым коллектив записал кавер-версию одного из самых известных его хитов — «Не верь слезам». В этом же году группа сняла своё дебютное музыкальное видео на заглавную песню сингла — «Небеса опустошения». 1 апреля 2010 года вышел сингл «Холод». В качестве саунд-продюсера и звукорежиссёра выступил Казарьян. В рамках концертов, посвящённых выходу сингла, «Арда» вновь выступила на фестивале «Нашествие». В марте 2011 года бас-гитаристом «Арды» стал Владимир Пташник, заменив Максима Мацюка, а также состоялось последнее выступление в составе группы Антона Смольянина. Место концертного барабанщика занял Антон «Гизмо» Реуцкий. В июне 2011 года группу покинули гитарист Александр Лежнёв и клавишник Александр Андрюхин.
29 декабря 2011 года лидер группы Павел Окунев объявил новый состав: гитара Юрий Козин, бас Владимир Пташник, барабаны Сергей Бунаков. Под новый 2012 год в интернет был выложен первый трек, записанный новым составом с названием «Перерождение», сведённый в Италии на студии Alfa & Omega. Песня попала в эфиры тематических радиопрограмм России и стран СНГ, прозвучала в эфире словенской радиостанции Sraka. 8 июня 2013 года рок-квартет представил интернет-сингл «Полярная звезда» с двумя новыми песнями, анонсировав готовящийся полноформатный релиз. В поддержку сингла группа дала несколько концертов по России. В цифровом виде он также дебютировал в рок-чарте iTunes Russia. 6 июня 2014 года вышел третий полноформатный альбом «Там, где земля становится морем», сведение которого происходило в белорусской студии Drygva Studio. 17 октября в результате творческих разногласий группу покинул Юрий Козин. С осени 2014 вместе с группой выступил гитарист Михаил Шаев из группы «Артур Беркут». Весной 2015 группу покинул Владимир Пташник.
27 апреля 2015 на странице «ВКонтакте» группа представила сингл «Мёртвая вода».
В декабре 2016 года группа представила новый трек «Река забвения» и анонсировала выход нового полноформатного альбома «Северный Крест», который был опубликован в начале января 2017 года. Гостями в альбоме стали Юрий Мелисов («Эпидемия»), Мария Архипова («Аркона»), Дмитрий Борисенков («Чёрный Обелиск»), Кирилл Немоляев и др.
31 октября 2017 года команда выложила свой первый акустический EP «Не угаснет надежда», в который помимо нового заглавного трека вошла акустическая версия песни «Мелькор» и песня «Зажжём огни», в основе которой лежит музыкальная тема Алана Стивелла. В записи были использованные живые скрипки, виолончель и перкуссия.
В апреле 2020 года группу покинул гитарист Артем Шмелев.

## Состав

### Действующий
- Павел Окунев — вокал, аранжировки (с 2002)
- Антон Гинзбург — бас-гитара (с 2017)
- Карэн Тер-Месропян — гитара (с 2017)
- Денис Битейкин — гитара (с 2020)
- Данила Яковлев — ударные (с 2018)

### Бывшие участники
- Андрей Кузнецов — бас-гитара (2002—03)
- Игорь Пескарёв — гитара (2002—06)
- Владислав Алексеенко — ударные (2002—06)
- Рубен Казарьян — гитара, клавишные (2003—04)
- Дмитрий Процко — гитара (2002—08)
- Ярослав Пастухов — бас-гитара (2003—05)
- Александр Андрюхин — клавишные (2004—11)
- Дмитрий Голяшев — бас-гитара (2005—08, 2015—16)
- Антон Смольянин — ударные (2006—11)
- Андрей Леонтьев — гитара (2007—09)
- Андрей Шморгун — бас-гитара (2008)
- Александр Лежнёв — гитара (2008—11)
- Максим Мацюк — бас-гитара (2008—11)
- Тимофей Щербаков — гитара (2010—11)
- Юрий Козин — гитара (2011—14)
- Владимир Пташник — бас-гитара (2011—15)
- Сергей Бунаков — ударные (2011—18)
- Михаил Шаев — гитара (2014—18)
- Артем Шмелев — гитара (2018—20)

## Дискография

### Студийные альбомы
- 2004 — О скитаниях вечных и о земле
- 2007 — Море исчезающих времён
- 2014 — Там, где земля становится морем
- 2017 — Северный крест

### Синглы иEP
- 2005 — Экзорцист
- 2009 — В небо
- 2010 — Холод
- 2011 — Перерождение
- 2013 — Полярная звезда
- 2015 — Мёртвая вода
- 2015 — Экзорцист X
- 2017 — Не угаснет надежда (acoustic)
- 2018 — Есть только миг (Cover Олег Анофриев)
- 2019 — Стук (Cover Кино)
- 2019 — Не один, а вместе
- 2019 — Не угаснет надежда (metal edition)
- 2021 — Не говори мне прощай
- 2021 — Мгновения (cover на песню из к/ф "17 мгновений весны")
- 2023 — Чёрное небо

### Видеоклипы
- 2009 — Небеса опустошения

## Награды
- По итогам 2004 года журнала Dark City, альбом «О скитаниях вечных и о земле» оказался в десятке лучших в номинации «Лучший российский альбом», а сам коллектив победил в номинации «Открытие года в России».[2]
- По итогам 2009 года журнала Dark City, Арда попала в число групп в номинации «Лучшая российская группа».[3]